# Вулиця Микешина (Київ)
Ву́лиця Мике́шина — вулиця в Дніпровському районі міста Києва, місцевість Стара Дарниця. 
Пролягає від Гроденської вулиці до кінця забудови. До вулиці Микешина прилучається Бишівський провулок.

## Історія
Вулиця Микешина виникла у 1-й третині XX століття. Спершу мала назву (4-а) Гоголівська вулиця. Сучасна назва на честь М. Й. Микешина — з 1955 року.